# Amarapur, Koppal
Amarapur là một làng thuộc tehsil Koppal, huyện Koppal, bang Karnataka, Ấn Độ.